# Johnny Weissmuller

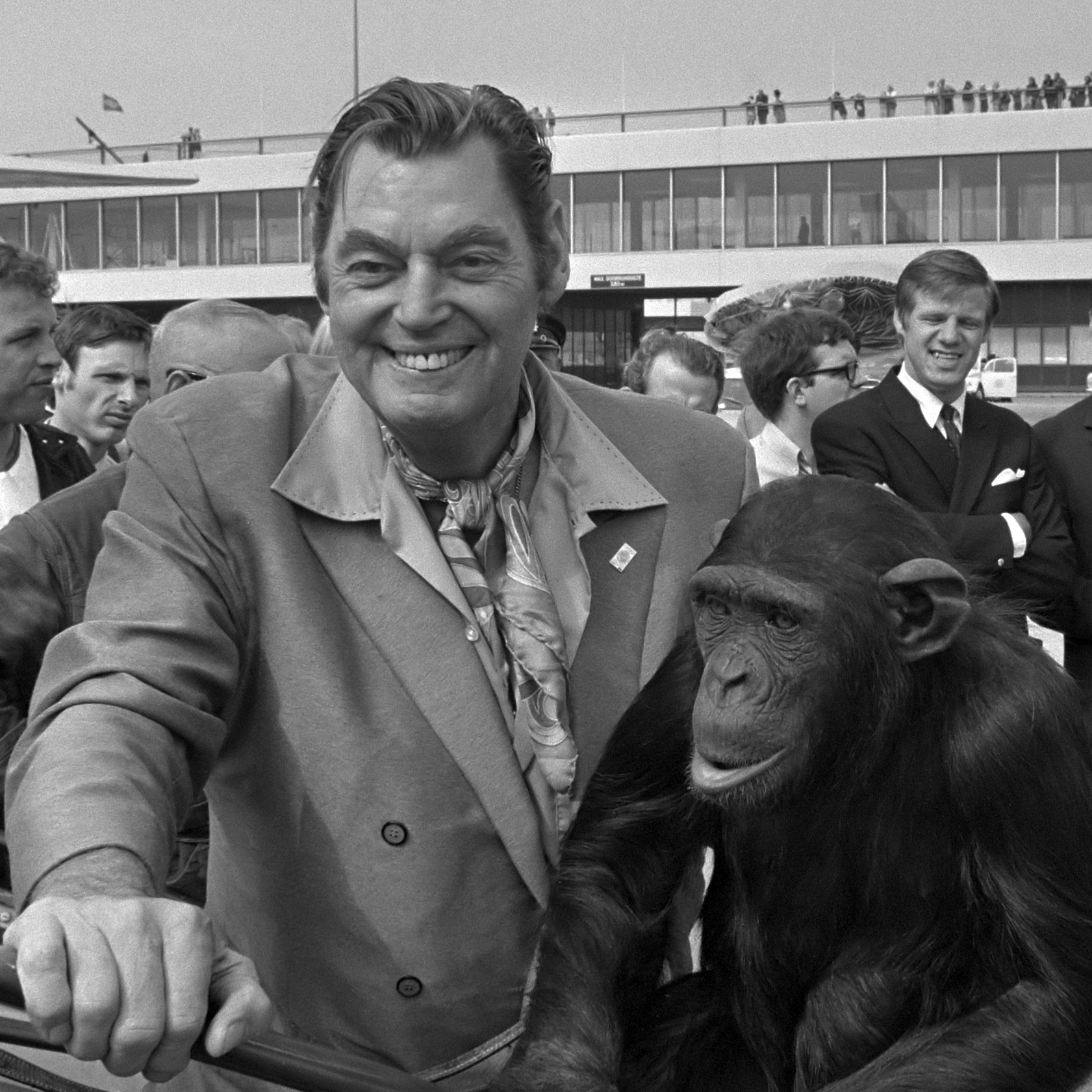
Johnny Weissmuller (1970)

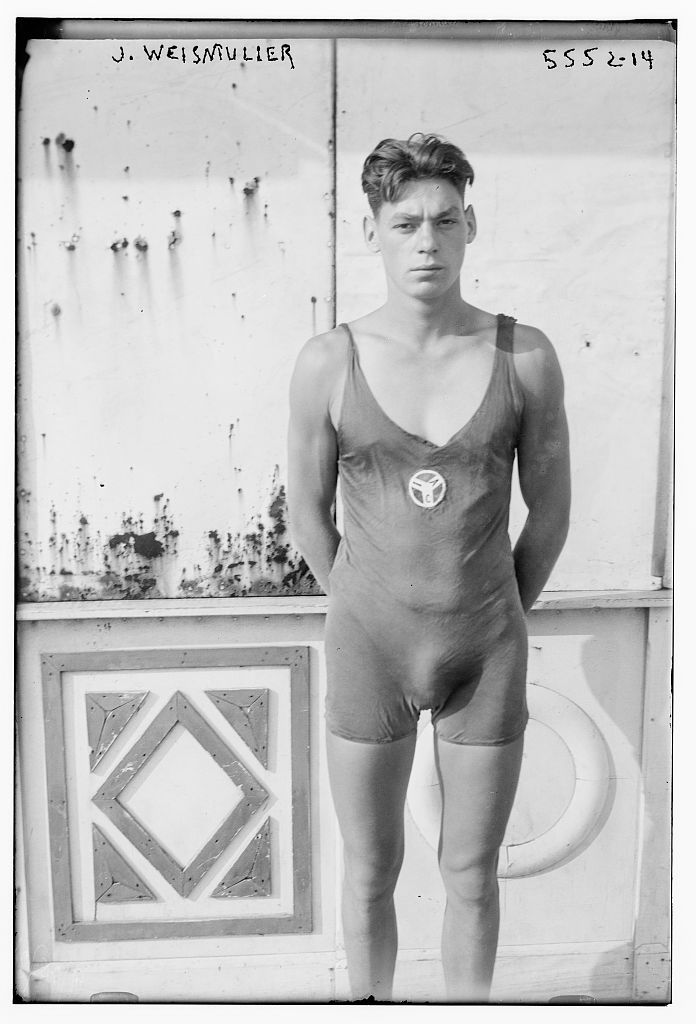
Johnny Weissmuller (1924)

Johann Peter „Johnny“ Weissmuller (getauft auf den Namen János Weißmüller, * 2. Juni 1904 in Freidorf (heute ein Stadtteil von Timișoara), Österreich-Ungarn; † 20. Januar 1984 in Acapulco, Mexiko) war ein US-amerikanischer Schwimmer und Filmschauspieler. Er wurde 1924 und 1928 fünfmaliger Olympiasieger im Freistilschwimmen und war der erste Mensch, der die 100-Meter-Strecke in unter einer Minute schwamm. Nach dem Ende seiner Schwimmlaufbahn wurde er in zwölf Kinofilmen als Tarzan-Darsteller weltweit bekannt.

## Biografie

### Kindheit und Jugend
Als Weißmüller sieben Monate alt war, wanderten seine Eltern, die Donauschwaben Petrus Weißmüller (1876–1938) und Elisabeth Kersch (1885–1964), aus dem weitgehend deutschgeprägten Banat im damaligen Österreich-Ungarn in die USA aus, wo sie am 26. Januar 1905 in Ellis Island, New York, ankamen. Die in der Passagierliste als Deutsche mit ungarischer Staatsbürgerschaft geführten Familienangehörigen änderten ihre Namen mit der Einreise, so dass János Weißmüller zu Peter John Weissmuller wurde; der Vater nannte sich Peter Weissmuller. 
In der neuen Heimat ging die Familie nach Windber, einer Ortschaft im Somerset County in Pennsylvania, wo der Vater Arbeit im Steinkohlenbergbau fand. Der Schwager der Eheleute, Johann Ott, war bereits 1902 nach Windber ausgewandert und hatte die Atlantiküberfahrt der Familie bezahlt. Am 3. September 1905 wurde hier Johnnys jüngerer Bruder Peter Weissmuller Jr. geboren.
In Windber lebte die Familie einige Jahre, bis sie nach Chicago zog, wo Johnny gemeinsam mit seinem Bruder in einem Viertel der Banater Schwaben aufwuchs. Johnny Weissmuller nahm hier an einigen Jodelwettbewerben teil. Das Jodeln wurde schließlich zur Grundlage des von ihm kreierten Tarzanschreis.
Weissmullers Vater betrieb mit mäßigem Erfolg eine Bar und arbeitete in einer Brauerei, misshandelte des Öfteren die Familie und trennte sich schließlich von ihr. Im Alter von zwölf Jahren verließ Weissmuller die Schule, lebte zeitweise auf der Straße und schlug sich als Liftboy und Page durch. Während seiner Kindheit litt er an verschiedenen Krankheiten; sein Vater äußerte später in einem Radiointerview, dass die Ärzte seinem Sohn keine 30 Lebensjahre gaben. Auf Anraten seines damaligen Arztes begann er mit dem Schwimmen und entdeckte darin seinen sportlichen Ehrgeiz und seine Berufung.

### Sportliche Erfolge
Im Alter von 17 Jahren wurde er zum ersten Mal US-Meister über 50 Yards Freistil, noch im selben Jahr schwamm er seinen ersten Weltrekord in 1:27,4 Minuten über 150 Yards Freistil. Als bester Schwimmer seiner Zeit war er auch der erste Mensch, der die 100-Meter-Strecke in unter einer Minute bewältigte: Am 9. Juli 1922 stellte Weissmuller in Alameda (Kalifornien) mit 58,6 Sekunden einen neuen Weltrekord über 100 Meter auf. Zu Beginn der 1920er Jahre bildete er seinen eigenen Schwimmstil heraus und übernahm den zuvor von Charles Daniels entwickelten sogenannten „American Crawl“.
In den 1920er Jahren wurde er der ungeschlagene fünffache Goldmedaillengewinner bei den Olympischen Spielen 1924 (100 und 400 m Freistil, 4 × 200-m-Freistilstaffel) und 1928 (100 m Freistil und 4 × 200-m-Freistilstaffel). Hinzu kam 1924 außerdem die Bronzemedaille im Wasserball. Da Weissmuller nicht in den Vereinigten Staaten geboren wurde und seinerzeit staatenlos war, durfte er nicht für die USA an den Olympischen Spielen 1924 teilnehmen. Er reiste jedoch mit dem Ausweis seines jüngeren, in den USA geborenen Bruders an und erhielt auf diese Weise die Teilnahmeberechtigung.
Offiziell stellte Weissmuller 51 Weltrekorde auf. Wie viele er tatsächlich schwamm, ist unbekannt, weil er es mitunter versäumte, die Rekordprotokolle einzureichen. Überliefert werden Zahlen wie 67 Weltrekorde. 1965 wurde er für seine herausragenden sportlichen Leistungen in die Ruhmeshalle des internationalen Schwimmsports aufgenommen.

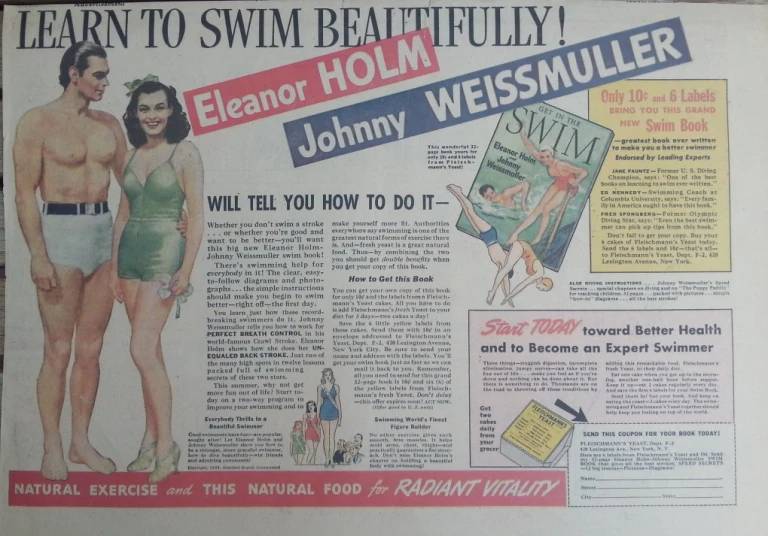
Werbung für Hefte mit Johnny Weissmuller und Eleanor Holm

### Filmkarriere

#### Die Tarzan-Filme

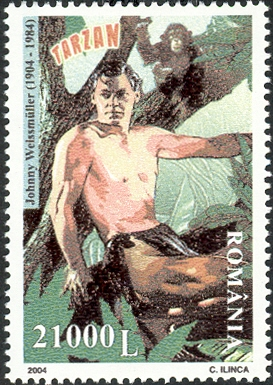
Johnny Weissmuller als Tarzan

Weissmuller war der erste Sportler, der aufgrund seines Erfolgs in den Filmstudios von Hollywood Karriere machen konnte. Zwischen 1932 und 1948 spielte er in zwölf Tarzan-Filmen die Rolle des Urwaldmenschen, die ihn weltbekannt machte. Ihm reichte dafür ein einziger Satz auf der Leinwand:
Tarzan: „Jane. Tarzan. Jane. Tarzan.“
Seine eher mäßige schauspielerische Begabung rechtfertigte Weissmuller mit den Worten: „Das Publikum verzeiht meine Schauspielerei, weil es weiß, dass ich ein Athlet bin.“ Er gilt bis heute als der bekannteste Tarzandarsteller.
| Jahr | Filmtitel                     | Originaltitel                | Co-Darsteller                                          |
| ---- | ----------------------------- | ---------------------------- | ------------------------------------------------------ |
| 1932 | Tarzan, der Affenmensch       | Tarzan the Ape Man           | Maureen O’Sullivan, Neil Hamilton, C. Aubrey Smith     |
| 1934 | Tarzans Vergeltung            | Tarzan and his Mate          | Maureen O’Sullivan, Neil Hamilton, Paul Cavanagh       |
| 1936 | Tarzans Rache                 | Tarzan Escapes               | Maureen O’Sullivan, John Buckler, Herbert Mundin       |
| 1939 | Tarzan und sein Sohn          | Tarzan Finds a Son!          | Maureen O’Sullivan, Johnny Sheffield, Ian Hunter       |
| 1941 | Tarzans geheimer Schatz       | Tarzans Secret Treasure      | Maureen O’Sullivan, Johnny Sheffield, Reginald Owen    |
| 1942 | Tarzans Abenteuer in New York | Tarzan’s New York Adventure  | Maureen O’Sullivan, Johnny Sheffield, Charles Bickford |
| 1942 | Tarzan und die Nazis          | Tarzan Triumphs              | Frances Gifford, Johnny Sheffield, Stanley Ridges      |
| 1943 | Tarzan, Bezwinger der Wüste   | Tarzan’s Desert Mystery      | Nancy Kelly, Johnny Sheffield, Otto Kruger             |
| 1945 | Tarzan und die Amazonen       | Tarzan and the Amazons       | Brenda Joyce, Johnny Sheffield, Henry Stephenson       |
| 1946 | Tarzan und das Leopardenweib  | Tarzan and the Leopard Woman | Brenda Joyce, Johnny Sheffield, Acquanetta             |
| 1947 | Tarzan wird gejagt            | Tarzan and the Huntress      | Brenda Joyce, Johnny Sheffield, Patricia Morison       |
| 1948 | Tarzan in Gefahr              | Tarzan and the Mermaids      | Brenda Joyce, George Zucco, Linda Christian            |

#### Jungle Jim
Von 1948 bis 1956 drehte er in der Hauptrolle des Jungle Jim eine weitere sechzehnteilige Filmserie, die ihn als Urwaldherrscher zeigt, und eine gleichnamige Fernsehserie in 26 Episoden.
| Deutscher Titel           | Originaltitel                     | Premiere weltweit | Premiere Deutschland |
| ------------------------- | --------------------------------- | ----------------- | -------------------- |
| Das Geheimnis von Zimbalu | Jungle Jim                        | 15. Dezember 1948 | 16. Oktober 1951     |
| König des Dschungels      | The Lost Tribe                    | 1. Mai 1949       | Januar 1950          |
| Diamantenjagd im Urwald   | Mark of the Gorilla               | 12. Januar 1950   | 9. Februar 1951      |
| Die Dschungelgöttin       | Captive Girl                      | 27. April 1950    | 12. September 1952   |
| Buschteufel im Dschungel  | Pygmy Island                      | 22. November 1950 | 1951                 |
| Hölle am Kongo            | Fury of the Congo                 | 26. Februar 1951  | 24. Oktober 1952     |
|                           | Jungle Manhunt                    | 4. Oktober 1951   |                      |
| Schrei aus dem Dschungel  | Jungle Jim and the Forbidden Land | 29. Februar 1952  | 28. August 1953      |
|                           | Voodoo Tiger                      | 15. November 1952 |                      |
| Retter von Tulonga        | Savage Mutiny                     | 3. Februar 1953   | 5. März 1954         |
| Gefangene der Kopfjäger   | Valley of Head Hunters            | 29. Juli 1953     | 16. Juli 1954        |
|                           | Killer Ape                        | 4. Dezember 1953  |                      |
| Urwald in Aufruhr         | Jungle Man-Eaters                 | 1. Juni 1954      | 9. April 1955        |
|                           | Cannibal Attack                   | 1. November 1954  |                      |
| Herrscher des Dschungels  | Jungle Moon Men                   | 1. April 1955     | 16. August 1955      |
|                           | Devil Goddess                     | 1. Oktober 1955   |                      |

#### Andere Filme und Serien
Vor seiner Karriere als Tarzan war Weissmuller 1925 in dem deutschen Film Wege zu Kraft und Schönheit auf der Leinwand zu sehen.
Der Weltruhm als Tarzan gilt neben fehlenden Schauspielqualitäten allgemein als Grund für das Ausbleiben späterer Rollenangebote. Nach 1956 trat er lediglich in drei weiteren Filmen auf.

#### Auftritte im Fernsehen
1954, 1956 und 1967 trat er in der The Ed Sullivan Show auf. 1971 hatte man ihm im Aktuellen Sportstudio (ZDF) als Gag einen Schimpansen in die Arme gedrückt, ohne zu wissen, dass Weissmuller Affen hasste. Als er ihn auf dem Arm hatte, biss der Affe zu und pinkelte ihn voll, wobei Weissmuller sich nichts anmerken ließ. Anschließend riss der Affe Weissmullers Frau Maria Baumann die Perücke vom Kopf und warf sie auf den Boden. In der Sendung spricht Weissmüller Deutsch und zeigte damit, dass er seine Deutschkenntnisse bis ins hohe Alter bewahrt hatte.

### Privatleben
Weissmuller war fünfmal verheiratet: mit Bobbe Arnst (1931–1933), Lupe Vélez (1933–1939), Beryl Scott (1939–1948), Allene Gates, spätere McClelland (1948–1962) und der gebürtigen Berlinerin Maria Baumann (1963 bis zu seinem Tod 1984). Mit seiner dritten Ehefrau Beryl Scott bekam er drei Kinder: Johnny Weissmuller Jr. (23. September 1940 – 27. Juli 2006), Heidi Elizabeth Weissmuller (31. Juli 1944 – 19. November 1962) und Wendy Anne Weissmuller (* 1. Juni 1942).

#### Letzte Jahre nach der Filmkarriere und Tod
In den 1970er Jahren musste er erkennen, dass sein Herz den hohen Anforderungen eines ehemaligen Leistungssportlers nicht mehr gewachsen war. In dieser Zeit war er mehrfach stationär in Behandlung, unter anderem wegen eines Bein- und Hüftbruchs. Hinzu kam ein Schlaganfall. Danach war er kurze Zeit in einem amerikanischen Altersheim in Kalifornien (dem Motion Picture & Television Country House and Hospital), verließ es jedoch, weil er sich dort nicht wohlfühlte.
Johnny Weissmuller starb 1984 verarmt in Acapulco nach mehreren Schlaganfällen. Beim Absenken seines Sarges in die Erde ertönte auf Wunsch seiner Frau Maria Baumann der weltberühmte Dschungelschrei. Auf seinem Grabstein in Acapulco steht schlicht: „Johnny Weissmuller 1904–1984“. Inzwischen steht dort auch eine Stele mit einer Gedenktafel. An seinem ehemaligen Haus ist ebenfalls eine Gedenktafel. Baumann starb 2004 im Alter von 83 Jahren ebenfalls in Acapulco und wurde an der Seite ihres Mannes beigesetzt.

## Ehrungen
- 1965: Aufnahme in die International Swimming Hall of Fame
- 1976: Body Building Guild Hall of Fame
- 1983: U.S. Olympic Hall of Fame
- Stern auf dem Hollywood Walk of Fame
- 2004: Ehrenbürger der Stadt Timișoara (posthum)

## Galerie

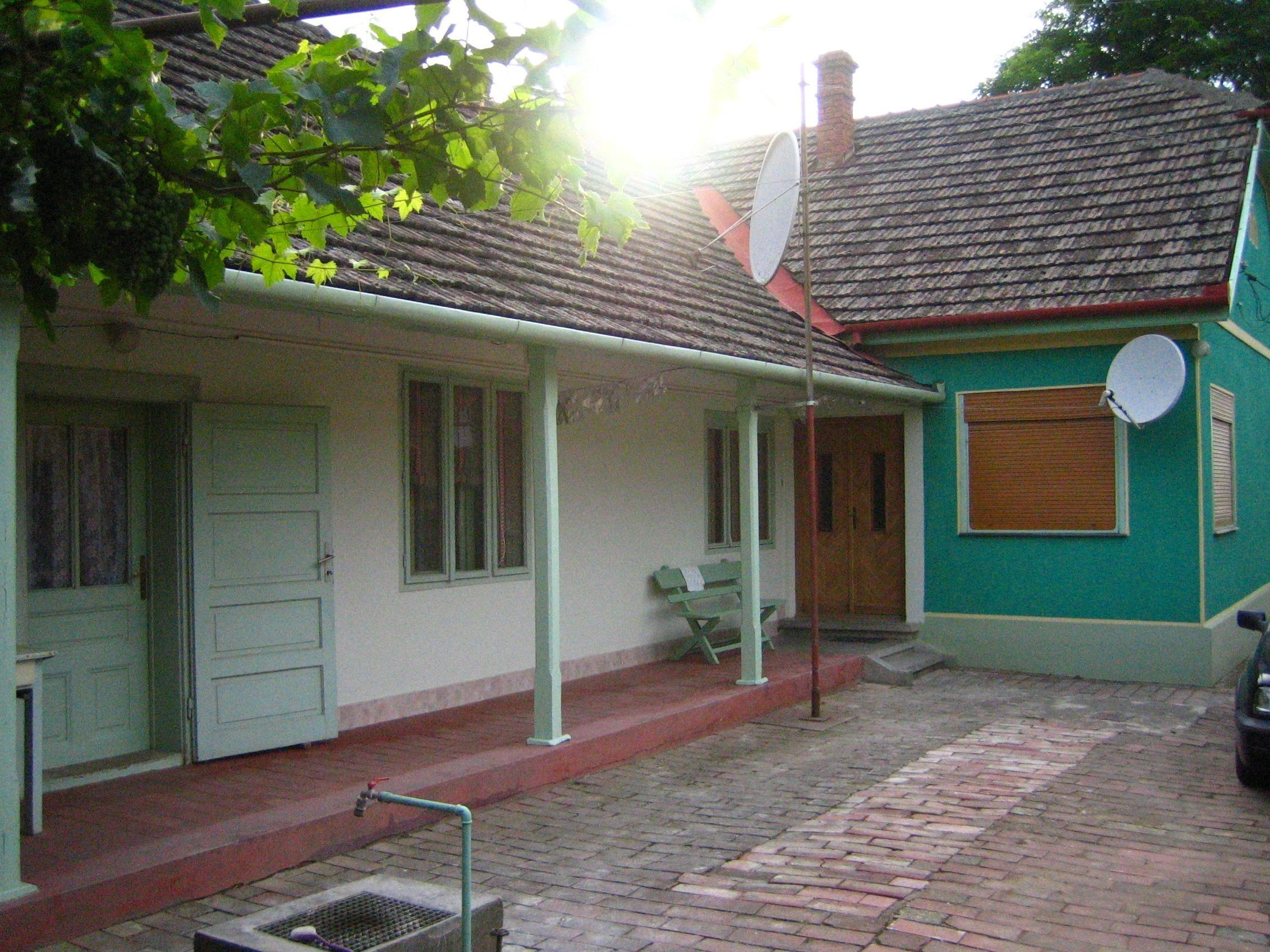
Weissmullers Wohn- und Geburtshaus in Freidorf
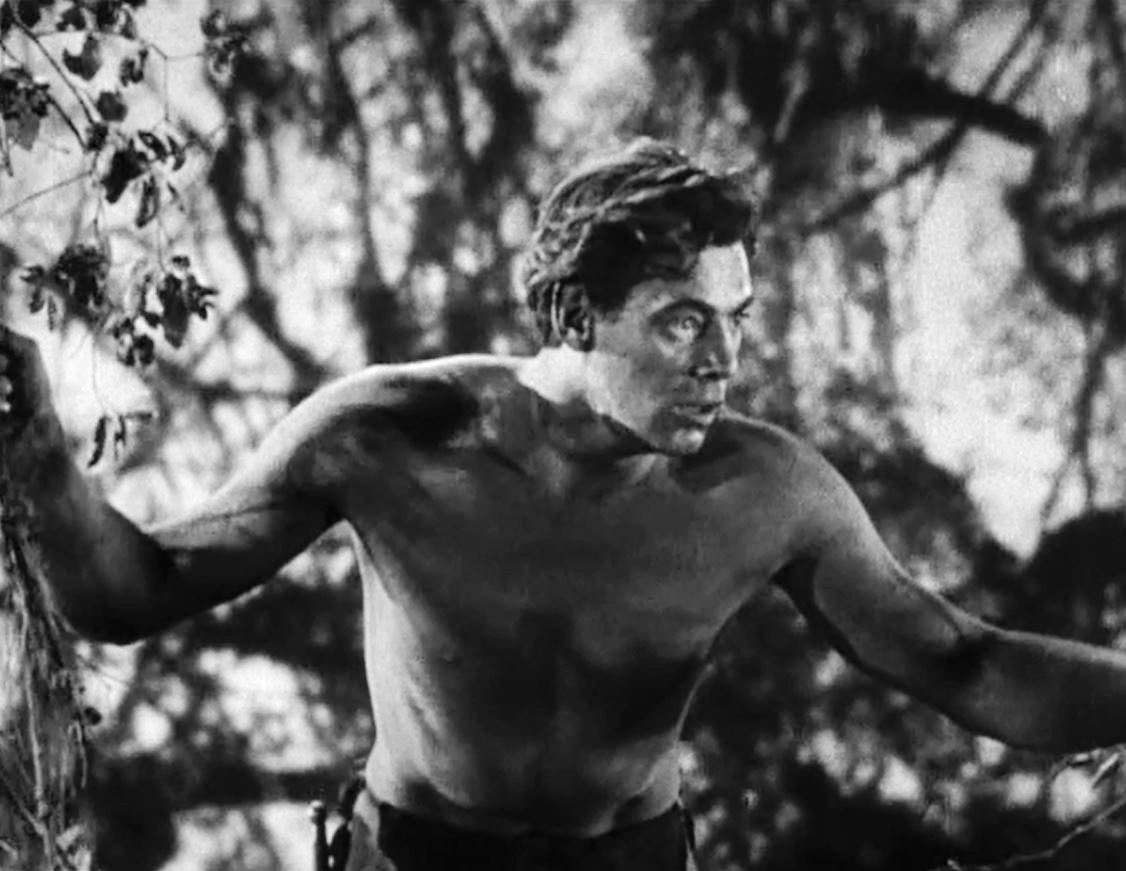
Johnny Weissmuller im Film Tarzan, der Affenmensch (1932)